# Stieg Larsson
Stieg Larsson, officieel Karl Stig-Erland Larsson (Skelleftehamn, 15 augustus 1954 - Stockholm, 9 november 2004) was een Zweedse journalist en auteur. Hij stierf op vijftigjarige leeftijd aan een hartinfarct.

## Activist
Aanvankelijk was Larsson een politiek activist voor het Kommunistiska Arbetareförbundet, de communistische arbeidersbeweging, en fotograaf. Politiek was hij actief als redacteur van het Zweedse trotskistische tijdschrift Fjärde internationalen. Verder werkte hij mee aan verschillende sciencefictiontijdschriften en gedurende 1978-1979 was hij voorzitter van de grootste Zweedse sciencefictionclub, Skandinavisk Förening för Science Fiction (SFSF).

## Journalist
In 1977 ging hij naar Eritrea om als militair adviseur de guerrilla van het Eritrean People's Liberation Front te ondersteunen. Om gezondheidsredenen moest hij hiermee stoppen. Hij ging toen werken voor het grootste Zweedse persbureau, Tidningarnas Telegrambyrå (TT); eerst als grafisch kunstenaar, later als journalist en schrijver van korte biografieën. 
Hij was oprichter van de anti-fascistische Expo-foundation, die tot doel had om racistische en totalitaire denkbeelden en organisaties aan de kaak te stellen. Van 1999 tot 2002 leidde hij het tijdschrift Svartvitt med Expo en van 2002 tot 2004 Expo. Door zijn politieke stellingnamen en werkzaamheden voor Expo werd hij regelmatig met de dood bedreigd.

## Schrijver
In 2001 begon hij voor zijn plezier met het schrijven van een detectiveroman als hij 's avonds thuis kwam van zijn werk. Hij ontdekte zijn talent daarvoor en begon aan zijn derde deel al binnen twee jaar. Pas kort voor zijn dood begon hij te werken aan publicatie van zijn boeken. In 2005 verscheen postuum zijn romandebuut, het eerste deel van de Millennium-trilogie, Mannen die vrouwen haten (met de Engelse titel: The girl with the Dragon Tattoo). Spoedig daarna volgden de andere twee delen. De reeks is in tientallen landen uitgegeven en de drie delen zijn ook in het Nederlands vertaald, door Tineke Jorissen-Wedzinga. Toen Larsson op vijftigjarige leeftijd aan een hartinfarct stierf, liet hij drie voltooide maar nog ongepubliceerde manuscripten na. 
Larsson leefde dertig jaar samen met een partner: Eva Gabrielsson. In een testament dat Larsson in 1977 had opgesteld, bepaalde hij dat zijn nalatenschap naar de Socialistische Partij van Zweden moest gaan. Dit testament bleek echter niet rechtsgeldig volgens de Zweedse wetten, omdat het zonder getuigen was opgesteld. Daarom gaan de opbrengsten van zijn boeken nu naar zijn vader en zijn broer. Eva Gabrielsson beschrijft in haar boek dat al de opbrengsten van Millennium in een gezamenlijk fonds zouden worden gestopt.  

### Millennium-trilogie
De Millenniumreeks bestaat uit drie delen:
- Mannen die vrouwen haten (Män som hatar kvinnor) - 2005
- De vrouw die met vuur speelde (Flickan som lekte med elden) - 2006
- Gerechtigheid (Luftslottet som sprängdes, letterlijk: Het luchtkasteel dat werd opgeblazen) - 2007

Na zijn dood werd ook nog een onvoltooid vierde boek aangetroffen, alsmede een synopsis voor een vijfde en zesde deel. Uit aantekeningen van Larsson bleek dat er een plan was om uiteindelijk 10 boeken te schrijven.
Voor zijn werk ontving Larsson postuum verschillende literaire onderscheidingen. Twee keer werd hij bekroond met de Glazen Sleutel, een prijs voor de beste Scandinavische misdaadroman. Deze kreeg hij in 2006 voor Mannen die vrouwen haten en in 2008 voor Gerechtigheid. Voor De vrouw die met vuur speelde won hij in 2006 de Prijs voor de beste misdaadroman van de Zweedse Detectiveacademie en in 2008 de ITV3 Crime Thriller Award for International Author of the Year.
Het eerste deel van de reeks werd in 2009 verfilmd als Mannen die vrouwen haten. Het tweede deel kwam in Nederland uit op 21 januari 2010 als De vrouw die met vuur speelde en het derde deel kwam uit in maart 2010 als Millennium 3: Gerechtigheid. Begin 2012 (19 januari in de bioscoop) verscheen de Engelstalige verfilming door David Fincher van het eerste boek, genaamd The Girl with the Dragon Tattoo.

## Larsson en de moord op Olof Palme
Tijdens zijn leven heeft Larsson zich voortdurend beziggehouden, zoals ook her en der blijkt uit passages in zijn verhalen, met de mogelijke toedracht van de mysterieuze moord op Olof Palme, die plaatsvond in 1986 toen hij nog journalist was.  De Zweedse ex-diplomaat, onderzoeksjournalist en documentairemaker Jan Stocklassa publiceerde daarover in 2018 het boek Stieg Larssons arkiv, 
in het Nederlands vertaald als Stieg Larssons erfenis - Zijn jacht op de moordenaar van Olof Palme (2018) en in het Engels als The Man Who Played With Fire - Stieg Larsson’s Lost Files and the Hunt for an Assassin.   
- Bibsys: 90563671
- Biblioteca Nacional de España: XX4714708
- Bibliothèque nationale de France: cb15093700c (data)
- Catàleg d'autoritats de noms i títols de Catalunya: 981058514304206706
- CiNii: DA16310641
- Gemeinsame Normdatei: 131563955
- International Standard Name Identifier: 0000 0001 2133 7305
- Library of Congress Control Number: n92024082
- Nationale Bibliotheek van Letland: 000139704
- MusicBrainz: a25661f3-9576-48df-8b2a-74d0717abda1
- Bibliotheek van het Japanse parlement: 01147305
- Nationale Bibliotheek van Tsjechië: xx0086887
- Nationale bibliotheek van Australië: 45592794
- Nationale Bibliotheek van Israël: 987007309609805171
- Nationale Bibliotheek van Polen: a0000002445352
- Nationale en Universitaire bibliotheek Zagreb: 000493926
- Nederlandse Thesaurus van Auteursnamen: 298060973
- Istituto Centrale per il Catalogo Unico: TSAV467582
- LIBRIS: 194202
- Système universitaire de documentation: 106957759
- Trove: 1471714
- Virtual International Authority File: 54441441
- WorldCat: E39PBJhxm4Jx9pMgkCwCJrtBT3